# Herennius Etruscus

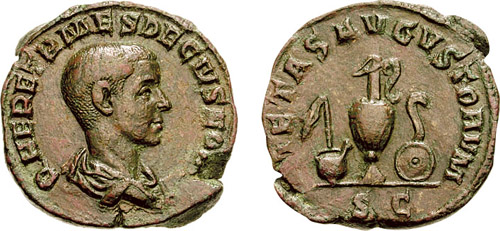
Mynt med avbildning föreställande Herennius Etruscus

Herennius Etruscus, född omkring år 225 i Pannonien, död i juni 251 vid Abrittus, Moesien, var romersk kejsare år 250 till och med juni 251.
Herennius Etruscus utsågs till romersk kejsare av sin far Decius, som också hade givit sin andra son Hostilianus denna titel.
Herennius Etruscus och Decius gav sig iväg för att bekämpa goterna i norr. Herennius Etruscus dödades i ett slag, och inte långt senare dog även fadern i strid mot goten Cniva.